# Vallis Rheita
La Vallis Rheita és una vall lineal situada en la cara visible de la Lluna. Està situada en el quadrant sud-est i està orientat radialment cap al nord-est pel que fa a la Mare Nectaris, igual que la Vallis Snellius, amb el qual sembla compartir un origen comú.
El centre de la vall es troba en coordenades selenogràfiques 42.5 Sud i 51.5 Est, i té una longitud de 445 km. En la seva màxima extensió, aquesta vall té un ample d'aproximadament 30 km, però s'estreta a 10 km en l'extrem sud-est. És la segona vall més llarg de la cara visible de la Lluna, sent superada tan sols per la veïna Vallis Snellius.

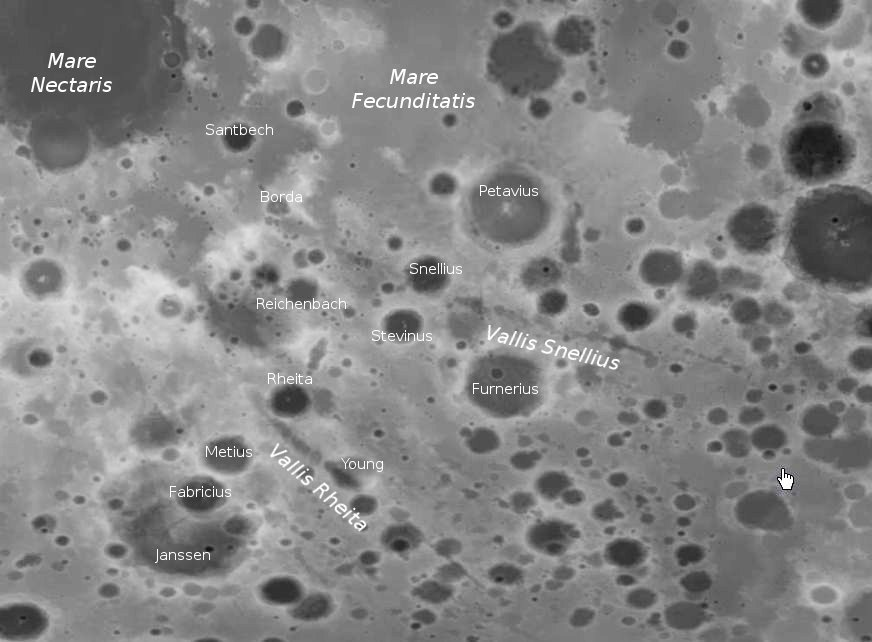
Vallis Rheita i Vallis Snellius (Imatge LRO)

Vallis Rheita ha estat erosionada per una sèrie d'impactes, i diversos cràters d'impacte notables jeuen sobre la vall. Prop de l'extrem nord-occidental es troba el cràter Rheita, pel qual es va nomenar a aquesta formació. Més cap al sud-est apareix el cràter Young, gairebé al centre de la vall. Al costat de Young es localitza Young D, que també s'estén a través de la vall, però menys distorsionat per la presència del perfil de la vall.
Més al sud-est se situen els cràters Mallet i Reimarus, l'últim situat prop del final de la vall, difícil de destriar. El cràter satèl·lit Mallet D, al costat de Mallet, també se superposa a una part de la vall.